# Études vétérinaires en Belgique
En Belgique, la formation des vétérinaires est assurée par six universités, situées à Anvers, Bruxelles, Gand, Liège, Louvain-la-Neuve et Namur. Les études durent au minimum six ans après la fin de l'enseignement secondaire.
Le cursus commence par trois années de bachelier en médecine vétérinaire (BMV), aussi appelé bachelor par les néerlandophones, à la suite desquelles les études se poursuivent sur trois années de grade en médecine vétérinaire (GMV) donnant droit au grade de docteur en médecine vétérinaire,.
Toutes ces universités permettent d'effectuer le bachelier, mais seules deux, celles de Liège et de Gand, historiquement les deux universités publiques (ou d'État), sont pleinement habilitées à octroyer des formations de bachelier, master et doctorats. Dans les universités de Bruxelles, Liège, Louvain-la-Neuve et Namur l'enseignement se fait en français, dans celles d'Anvers et de Gand il se fait en néerlandais.

## Historique
En 1833, peu après l'indépendance de la Belgique, l'École vétérinaire et d'économie rurale est fondée à Cureghem, dans le quartier d'Anderlecht, à Bruxelles. En 1836, elle change de nom pour devenir l'École royale de médecine vétérinaire de Cureghem, seule école vétérinaire dans le pays pendant un siècle. L'enseignement s'y fait en français.
En 1933, à l'issue du changement de langue d'enseignement de l'Université d'État à Gand du français vers le néerlandais, la première école vétérinaire néerlandophone est fondée à Gand, sous le nom de Veeartsenijschool. Elle est alors le penchant néerlandophone de l'école de Cureghem.
En 1965 (loi du 9 avril), les deux écoles sont reconnues comme des facultés universitaires autonomes. Cureghem se renomme alors en Faculté de médecine vétérinaire. Ensuite, en 1968, il est décidé d'intégrer les écoles vétérinaires au sein des universités. L'école gantoise intègre l'Université d'État et devient l'Autonome faculteit van de diergeneeskunde. L'école francophone, à Bruxelles, rejoint ensuite l'Université de Liège en 1969, seule université publique francophone à l'époque. Toutes les universités présentes à Bruxelles (notablement les universités libre de Bruxelles, Saint-Louis et de Louvain) sont des institutions libres (privées).
En 1991, la faculté de l'université de Liège, toujours établie à Cureghem, déménage vers Liège pour rejoindre d'autres facultés sur le nouveau campus du Sart-Tilman. Ce déménagement s'achève en 1993. En 1995, c'est la faculté de Gand qui déménage dans de nouveaux bâtiments universitaires.
Progressivement, d'autres universités sont habilitées à la formation de médecine vétérinaire, uniquement au niveau du bachelier : en Communauté française de Belgique, ce sont des universités libres ; les universités catholiques de Louvain, de Namur (FUNDP) et l'université libre de Bruxelles, qui sont désormais également autorisées à organiser le premier cycle d'enseignement. En Communauté flamande, c'est l'université d'Anvers, dès qu'elle fusionne pour devenir une institution publique en 2003, qui organise un programme de bachelier.
Les universités francophones belges proposant une formation en médecine vétérinaire sont confrontées à un afflux d'étudiants étrangers, principalement français. Durant l'année 2005-2006, les Français y représentent ainsi 86 % des étudiants de première année,. En 2003, un concours est mis en place pour sélectionner les étudiants ne résidant pas dans le pays avant d'être remplacé par un tirage au sort des candidats non-résidents en 2006,. Ce nombre étant calculé par rapport au nombre d'étudiants de l'année précédente. En 2015, cette proportion passe à 20 % et un concours en fin de première année de bachelier en médecine vétérinaire est mis en place à partir de l'année académique 2016-2017. À l'échelle des quatre universités francophones, 250 places sont disponibles pour passer en année supérieure. L'enjeu avancé est de limiter l'accès en première année de master afin d'éviter la surpopulation étudiante à l'université de Liège et la dégradation de la qualité d'enseignement.

## Formation de docteur en médecine vétérinaire

### Intégration des études vétérinaires

#### Région flamande
En Flandre, il est possible de réaliser son bachelier en médecine vétérinaire à l'université de Gand et à l'université d'Anvers. À partir de l'année universitaire 2023-2024, un concours d'entrée est mis en place pour intégrer la première année de bachelier en médecine vétérinaire afin de limiter le nombre d'étudiants. 

#### Fédération Wallonie-Bruxelles
Tout Belge titulaire du CESS peut s'inscrire en première année de médecine vétérinaire.
Depuis 2006, un quota d'étudiants non-résidents acceptés en première année de médecine vétérinaire est mis en place par décret dans les universités francophones, afin de corriger la surreprésentation des étudiants français parmi les 250 candidats reçus au concours de fin de première année. La proportion d'étudiants non-résidents est tout d'abord fixée à 30, puis 20 % à partir de 2015,. Les étudiants non-résidents sont sélectionnés par tirage au sort,.
Un concours a lieu en fin de première année depuis 2017, avec 276 places réparties entre les quatre universités francophones. Initialement prévu pour une durée de cinq ans, il est prolongé par décret pour l'année académique 2020-2021. Le concours ne peut être présenté que deux fois, et lors de deux années consécutives. Le classement au concours en ordre utile et la validation d'un minimum de 45 crédits sur 60 sont nécessaires pour se voir délivrer l'attestation d'accès en deuxième année. Un quota supplémentaire de 20 % d'étudiants non-résidents classés en ordre utile et pouvant accéder à la deuxième année de bachelier s'y applique.
À partir de 2016, un test d'orientation non-contraignant est rendu obligatoire pour tous les étudiants, résidents et non-résidents,  souhaitant s'inscrire en première année vétérinaire. Il est supprimé à la rentrée 2021.

### Bachelier en médecine vétérinaire
Parmi les six universités qui enseignent la médecine vétérinaire en Belgique trois sont publiques :
- la faculté de médecine vétérinaire de l'université de Liège (ULiège), à Liège ;
- l'université d'Anvers (UA), à Anvers ;
- l'université de Gand (UGent), à Merelbeke ;

Et trois universités francophones sont libres subventionnées :
- l'université catholique de Louvain (UCLouvain), à Louvain-la-Neuve ;
- l'université de Namur (UNamur), à Namur ;
- l'université libre de Bruxelles (ULB), à Anderlecht.

### Grade en médecine vétérinaire
Seules les deux historiques universités publiques belges, fondées en 1817, sont autorisées à organiser un cursus de master en médecine vétérinaire :
- l'université de Liège (ULiège), en français (école établie en 1832) ;
- l'université de Gand (UGent), en néerlandais (école établie en en 1933).

Les études se terminent par la défense d'un travail de fin d'études (TFE) devant un jury et l'obtention du grade de docteur en médecine vétérinaire,.